# Карл Кристиан (Липе-Вайсенфелд)
Карл Кристиан фон Липе-Вайсенфелд (на немски: Karl Christian zur Lippe-Weissenfeld) от линията Липе-Бистерфелд на фамилията Липе е граф на Липе-Вайсенфелд и господар на Арменру в Силезия.

## Биография
Роден е на 15 август 1740 година във Вайсенфелд. Той е вторият син на граф Фердинанд Лудвиг фон Липе-Вайсенфелд (1709 – 1787) и съпругата му графиня Ернестина Хенриета фон Золмс-Барут (1712 – 1769), дъщеря на граф Йохан Кристиан I фон Золмс-Барут (1670 – 1726) и Хелена Констанция фон Донерсмарк (1677 – 1753). По-големият му брат е Фридрих Йохан Лудвиг фон Липе-Вайсенфелд в Заслебен (1709 – 1787).
Карл Кристиан фон Липе-Вайсенфелд умира на 5 април 1808 г. на 67 години в Кличдорф в Олешница, Полша.

## Фамилия
Първи брак: на 24 юни 1774 г. в Мускау с графиня Хенриета Луиза фон Каленберг (* 11 декември 1745, Мускау; † 17 декември 1799, Регенсбург), дъщеря на граф Йохан Александер фон Каленберг (1697 – 1776) и графиня и господарка Рахел Луиза Хенриета фон Вертерн-Байхлинген (1726 – 1753). Те имат четири деца:
- Хермина фон Липе-Вайсенфелд (* 23 юли 1775, Мускау; † 15 октомври 1780, Мускау)
- Александер фон Липе-Вайсенфелд (* 30 ноември 1776, Мускау; † 5 февруари 1839, Мерзебург), неженен
- Бернхард фон Липе-Вайсенфелд (* 22 февруари 1779, Виена; † 7 август 1857, Планиц), женен на 21 май 1820 г. в Лютцшена за Емилия фон Кленгел, (* 12 ноември 1785; † 24 март 1865)
- Херман фон Липе-Вайсенфелд (* 20 март 1783, Виена; † 21 февруари 1841, Брауншвайг), женен I. на 5 януари 1808 г. за Каролина фон Ланг-Мутенау (* 10 януари 1782, Хелдбург; † 7 януари 1815, Дрезден), II. на 4 септември 1815 г. в Гросгрюндлах за Доротея фон Ланг-Мутенау (* 2 юли 1779; † 12 декември 1835), III. на 24 март 1831 г. в Брауншвайг за Матилда фон Хартитцш (* 24 ноември 1800, Торгау, окр. Мерзебург; † 7 февруари 1886, Брауншвайг)

Втори брак: на 29 юни 1800 г. в Кличдорф с братовчедка си графиня Изабела Луиза Констанца фон Золмс-Барут (* 15 май 1774, Кличдорф; † 16 септември 1856), дъщеря на граф Йохан Кристиан II фон Золмс-Барут (1733 – 1800) и Фридерика Луиза София Ройс (1748 – 1798). Те имат две дъщери:
- Хермина фон Липе-Вайсенфелд (* 30 септември 1801, Кличдорф; † 28 март 1895, Льовенберг)
- Ирмгард фон Липе-Вайсенфелд (* 23 април 1803, Арменру, Силезия; † 5 април 1883), омъжена на 17 май 1833 г. за фон Нитцшке